# Olympische Sommerspiele 1960/Teilnehmer (Monaco)
| Gelbes Symbol für Goldmedaillen mit stilisierten Olympischen Ringen | Graues Symbol für Silbermedaillen mit stilisierten Olympischen Ringen | Braundes Symbol für Bronzemedaillen mit stilisierten Olympischen Ringen |
| ------------------------------------------------------------------- | --------------------------------------------------------------------- | ----------------------------------------------------------------------- |
| —                                                                   | —                                                                     | —                                                                       |

Monaco nahm an den Olympischen Sommerspielen 1960 in der italienischen Hauptstadt Rom mit einer Delegation von elf Sportlern teil.

## Teilnehmer nach Sportarten

### Fechten
- Henri Bini
Degen, Einzel: in der 1. Runde ausgeschieden
Florett, Einzel: in der 1. Runde ausgeschieden

- Gilbert Orengo
Degen, Einzel: in der 1. Runde ausgeschieden
Florett, Einzel: in der 1. Runde ausgeschieden

### Schießen
- Francis Boisson
Kleinkaliber Dreistellungskampf: 67. Platz in der Qualifikation

- Francis Bonafede
Trap: in der Qualifikation ausgeschieden

- Pierre Marsan
Kleinkaliber liegend: 48. Platz

- Michel Ravarino
Kleinkaliber liegend: 77. Platz in der Qualifikation

- Marcel Rué
Trap: in der Qualifikation ausgeschieden

- Gilbert Scorsoglio
Kleinkaliber Dreistellungskampf: 61. Platz in der Qualifikation

### Segeln
- Gérard Battaglia
Drachen: 23. Platz

- Jean-Pierre Crovetto
Drachen: 23. Platz

- Jules Soccal
Drachen: 23. Platz